# Saint-Pierrevillers
Saint-Pierrevillers è un comune francese di 162 abitanti situato nel dipartimento della Mosa nella regione del Grand Est.

## Società

### Evoluzione demografica
Abitanti censiti